# Духовка (река)
Духовка — река в России, протекает по Тавдинскому городскому округу Свердловской области. Длина реки составляет 11 км.
Протекает по Тавдинской пойме. Начинается вблизи летника Духовка, течёт на восток, затем протекает через озеро Карабашево, сначала на восток, затем на запад, потом поворачивает на юг. Устье реки находится в 220 км по левому берегу реки Тавда у заброшенной деревни Домики.

## Данные водного реестра
По данным государственного водного реестра России относится к Иртышскому бассейновому округу, водохозяйственный участок реки — Тавда от истока и до устья, без реки Сосьва от истока до водомерного поста у деревни Морозково, речной подбассейн реки — Тобол. Речной бассейн реки — Иртыш.
Код объекта в государственном водном реестре — 14010502512111200013219.